# Trowlock Island
Trowlock Island ist eine bewohnte Insel in der Themse 450 m flussaufwärts des Teddington Lock weniger als 10 m vom nördlichen Ufer im London Borough of Richmond upon Thames, England.

## Lage

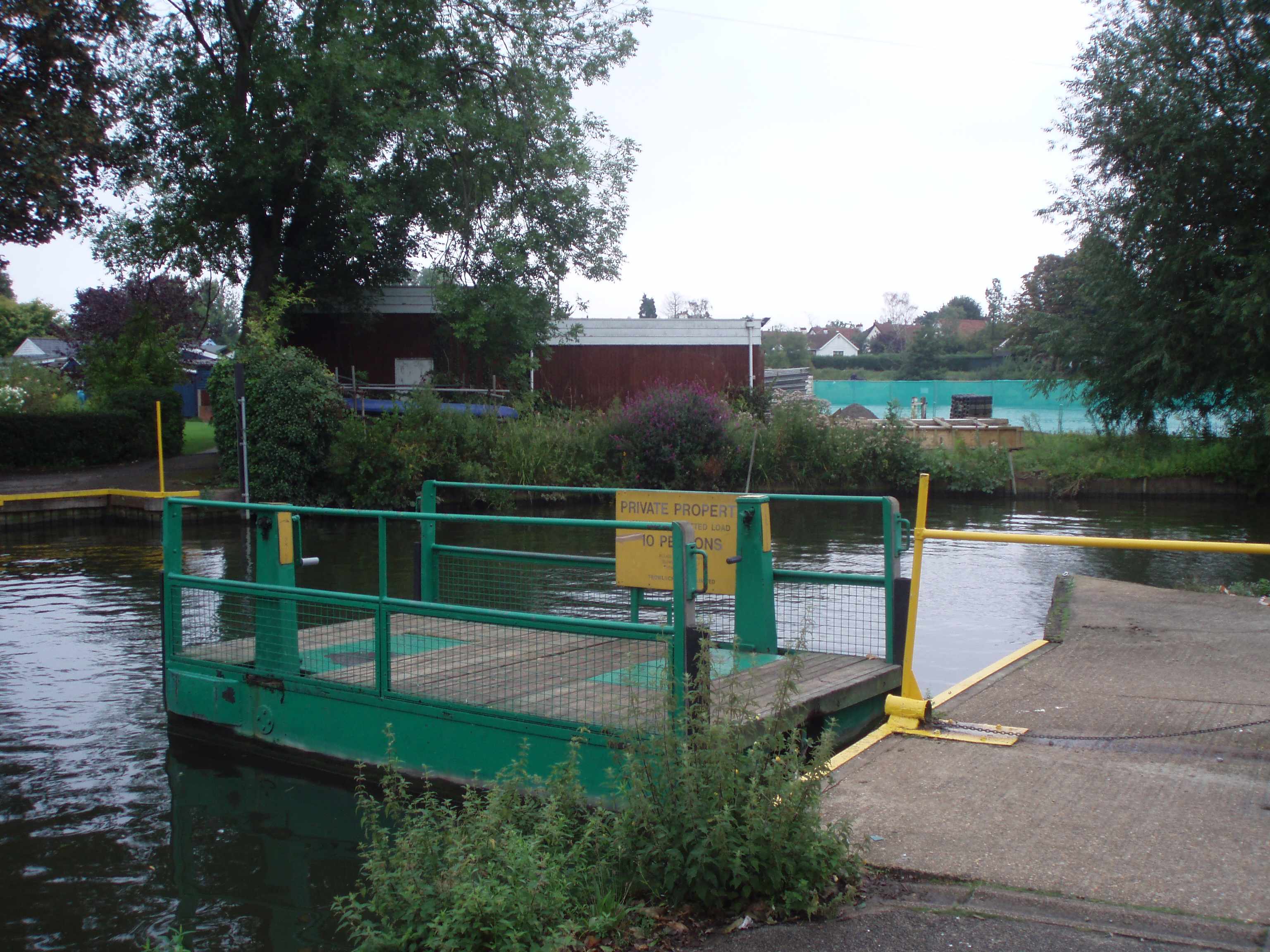
Trowlock Island Kettenfähre

Hampton Wick ist die nächste Siedlung der Insel.
Auf Trowlock Island gibt es 29 Bungalows und das Clubhaus und eine Sporthalle des Royal Canoe Clubs. Die Insel ist ungefähr 535 m lang und hat einen Weg in der Mitte mit Häusern auf beiden Seiten. Hinter dem letzten Haus gibt es ein kleines bewaldetes Gebiet mit Anlegestellen. Der Zugang zur Insel erfolgt über eine von Hand betriebene Kettenfähre.

## Geschichte
Wie viele andere Inseln in der Themse hat auch diese Insel ihre Gestalt im Lauf der Zeit verändert. Die Karte von John Rocque aus dem Jahr 1746 zeigt drei getrennte Inseln. Der Name der Insel leitet sich von Trow, einer Art von Barke ab. Harry Gibbs’ Bootsbau gab es 1910 auf der Insel.

## Betrieb
Trowlock Island Limited verwaltet die Insel und die gemeinsame Infrastruktur. Das Board of Directors wird von den Teilhabern – jedes Haus oder Stück Land hat eine Reihe von Stimmanteilen – gewählt. Die Hauseigentümer und der Royal Canoe Club besitzen die Firma.
Auf der Insel und am Ufer der Themse leben zahlreiche Wildtiere.